# Dichelaspis thieli
Dichelaspis thieli is een rankpootkreeftensoort uit de familie van de Poecilasmatidae. De wetenschappelijke naam van de soort is voor het eerst geldig gepubliceerd in 1998 door Young.